# 沃茲涅先斯科耶區
54°53′30″N 42°46′30″E / 54.89167°N 42.77500°E
沃茲涅先斯科耶區（俄语：Вознесенский район），是俄羅斯的一個區，位於該國西部，由下諾夫哥羅德州負責管轄，始建於1929年，面積1,302.9平方公里，2010年人口17,352，人口密度每平方公里13.32人。